# Thaumastomiris sanguinalis
Thaumastomiris sanguinalis – gatunek pluskwiaka różnoskrzydłego z rodziny tasznikowatych.
Gatunek ten opisany został w 1911 roku przez George's Williss Kirkaldy'ego jako gatunek typowy nowego rodzaju Thaumastomiris. Podał on jako lokalizację typową Peradeniję na Cejlonie.
Ciało samca długości od 5,01 do 5,18 mm, a samicy 4,54 mm. Ciało całkiem czerwone, z wyjątkiem I, II i III członu czułków, oczu, zakrywki, dystalnych części goleni i stóp. Oczy się ciemnobrunatno-czarne, zakrywka jasnobrunatno-czarna z ciemniejszym użyłkowaniem, a stopy brunatnoczarne. Przedplecze bardzo delikatnie granulowane, a przykrywka jeszcze delikatniej granulowana i krótko owłosiona
Rośliną żywicielską tego gatunku jest Crinum asiaticum.
Pluskwiak ten jest endemitem Sri Lanki, znanym wyłącznie z dystryktu Kandy.